# Tilahar
Tilahar (nepalski: तिलाहार) – gaun wikas samiti w zachodniej części Nepalu w strefie Dhawalagiri w dystrykcie Parbat. Według nepalskiego spisu powszechnego z 2001 roku liczył on 1168 gospodarstw domowych i 4826 mieszkańców (2681 kobiet i 2145 mężczyzn).